# Sangiaccato di Zor
Il Sangiaccato di Zor (in turco Deyr-i-Zor sancağı ) è stato un sangiaccato dell'Impero ottomano, creato nel 1857. Una parte della sua area era separata dal Vilayet di Baghdad. Zor è stata a volte menzionata come parte del Vilayet di Aleppo o del Vilayet di Siria.
La capitale era Deyr ez-Zōr, una città sulla riva destra (ovvero sud) dell'Eufrate, che era anche l'unica città considerevole del sangiaccato. All'inizio del XX secolo, il sangiaccato aveva un'area di 38 600 miglia quadre (100 000 km²), e una popolazione stimata di 100000 abitanti, per lo più nomadi arabi. La capitale stessa era solo un villaggio prima di diventare il centro del sangiaccato.
Dopo la caduta dell'Impero ottomano nel 1918, le forze ottomane si ritirarono dall'area lasciando una terra di nessuno. La regione fu successivamente occupata dai nazionalisti iracheni che rappresentavano il Regno arabo di Siria a Damasco e, dopo l'accordo Paulet-Newcombe del 1923, entrò a far parte del Mandato francese della Siria.

## Suddivisioni amministrative
Qaḍāʾ del sangiaccato:
1. Kaza di Deyr
2. Kaza di Resü'l Ayn
3. Kaza di Asare
4. Kaza di Ebukemal